# Type 97 (siluro leggero)
Il Type 97 (in giapponese Kyūnana shiki tan gyōrai) è un siluro leggero giapponese progettato dal Technical Research and Development Institute (TRDI) dell'Agenzia della Difesa giapponese, noto anche con la sigla G-RX4, che gli fu assegnata durante lo sviluppo. Il costruttore è il gruppo industriale Mitsubishi Heavy Industries, che si occupa di tutti gli aspetti pratici nella fabbricazione e gestione dell'arma.
Il Type 97 è entrato in servizio nel 1997 nella Marina giapponese, per essere impiegato da navi, aerei ed elicotteri.

## Storia e sviluppo
Dal 1973 al 1983 il Technical Research and Development Institute (TRDI) dell'Agenzia della Difesa giapponese lavorò alla realizzazione di un prototipo di un siluro leggero di nuova generazione chiamato G-RX3, ma l'entrata in servizio nella JMSDF del siluro americano Mk 46 provocò la sospensione del programma. Tuttavia la minaccia rappresentata dai sottomarini sovietici della classe Alpha, segnalò la necessità di impiegare siluri con prestazioni superiori, e il progetto venne ripreso. Nel 1985 fu avviata la costruzione del prototipo, chiamato G-RX4, e proseguirono le ricerche, e nel 1989 incominciò lo sviluppo su vasta scala. Dal 1994 al 1996 furono effettuate le prove con vari test, compreso un test dal vivo con l'affondamento del sottomarino Isoshio (SS-568) della classe Izushio.  Nel 1997 il siluro Type 97 fu dichiarato completato, ed entrò immediatamente in servizio.

## Caratteristiche tecniche
La propulsione è affidata a un motore a turbina a vapore a ciclo chiuso che utilizza il calore prodotto dalla reazione chimica fra litio ed esafluoruro di zolfo. Questo sistema non produce emissioni e non richiede uno scarico, ed è inoltre ideale per migliorare le prestazioni in acque profonde. 
La carica esplosiva è costituita da esplosivo ad alto potenziale e una carica sagomata studiata per penetrare gli scafi di maggiore spessore.

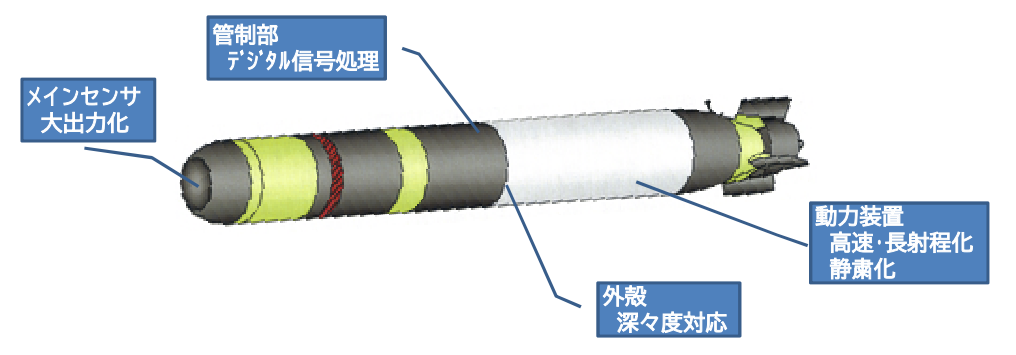
Disegno esplicativo del siluro leggero Type 97.

Il sonar è a banda larga, e il segnale acustico viene convertito ed elaborato digitalmente. Il sistema di identificazione del bersaglio è programmabile tramite un computer che utilizza il linguaggio di programmazione Ada.